# HiFiMAN
HiFiMAN（ハイファイマン）は、中華人民共和国の高級オーディオ機器製造メーカー。ヘッドフォンやアンプ、携帯音楽プレーヤーなどを製造している。HiFiMANは、特にヘッドフォン製品で著名である。当初はHiFiMANではなくHead-Direct（ヘッド＝ダイレクト）のブランド名の下、製品展開していたが、現在はHiFiMANに統一されている。
2015年に日本法人として、株式会社HIFIMAN JAPANを設立している。

## 歴史
2005年末に、边仿（Bian Fang）によって立ち上げられた。立ち上げ時点では、ヘッド＝ダイレクト（Head-Direct）の名前で運営されており、公式ウェブストアとヘッド＝ファイ（Head-Fi）の双方で活動していた。HiFiMANのブランド名を使用し始めたのは2007年のことであった。2010年には、中華人民共和国に小規模な工場を建設、稼働を開始し、2011年には同じく中華人民共和国・天津市へと会社を移転させた。

### 初期の製品と開発
HiFiMAN初期の平面磁界型ヘッドフォンの一つにHE5と呼ばれるモデルがある。加工にかかるコストを度外視し、HE5のイヤーカップを木材で製造することを決定した。この木材は、その品質を示していると見なされると共に、HiFiMAN HE5をハイエンドヘッドフォンとして打ち出す助けにもなったと推察された。しかしながら、その小規模で限られた活動では、大規模な製造ラインを構築することは困難であった。更に悪いことに、この木製のイヤーカップのひび割れが発生し、多くの苦情が寄せられる事態となった。
それからHE5は、HE5LEに置き換えられ、こちらでは木製のイヤーカップ部分がより安価なプラスチック製の物にへと変更された。この製品デザインは、これから続いていくHiFiMANの平面磁界型ヘッドフォンの最初期の先駆者となった。
平面磁界型ヘッドフォンは低感受性のために高出力のアンプを必要とした。このようなアンプは当時でも極少数が市場に出回っていたが、このような状況から、HiFiMANはアンプ製造にも参入し、EF5や最終的にEF6というモデルの販売につながった。ところが、これらのアンプは、信頼性の問題に直面し、市場の評価を得ることはできなかった。

## 製品

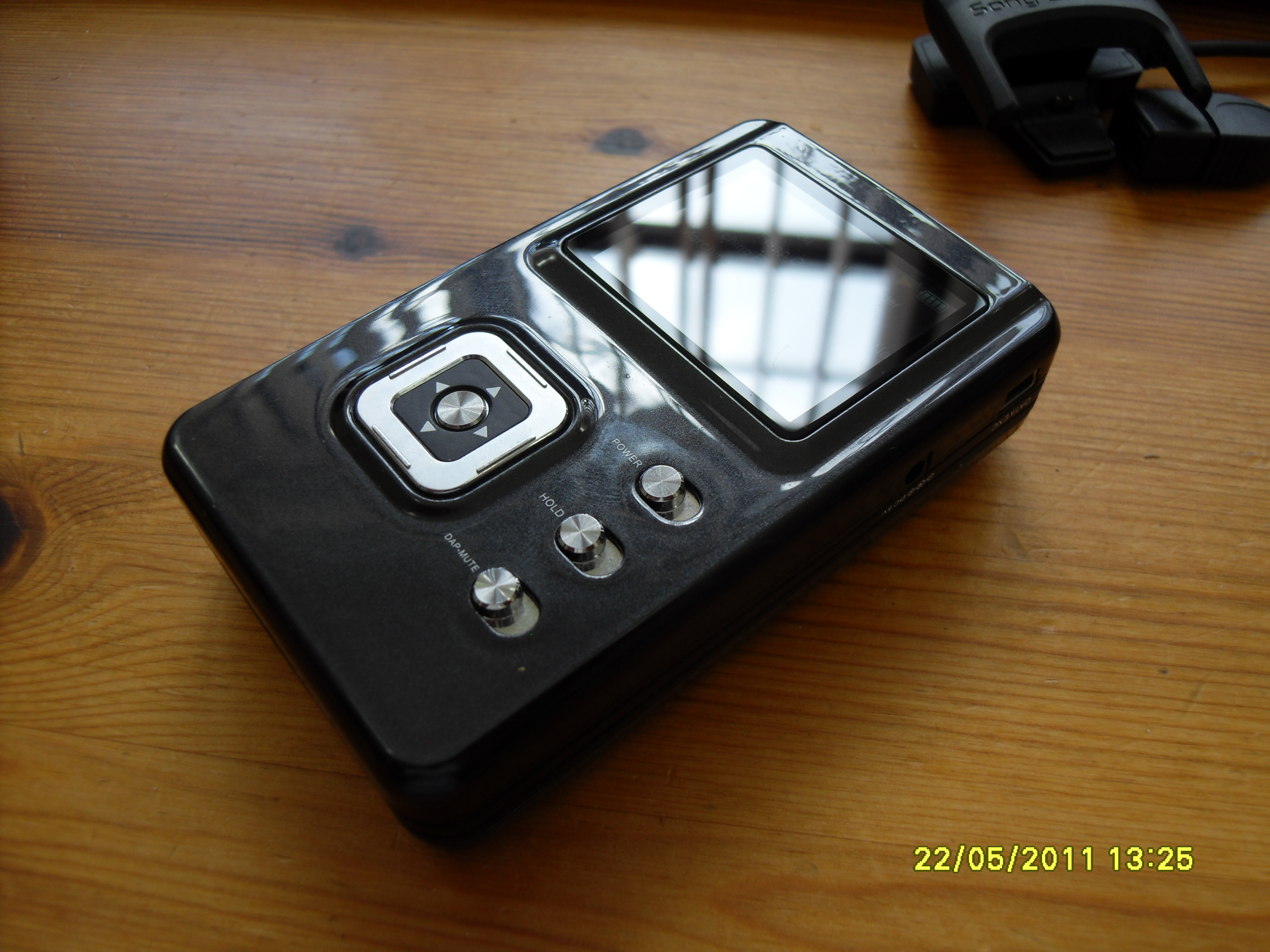
HiFiMAN HM-601（携帯音楽プレーヤー）

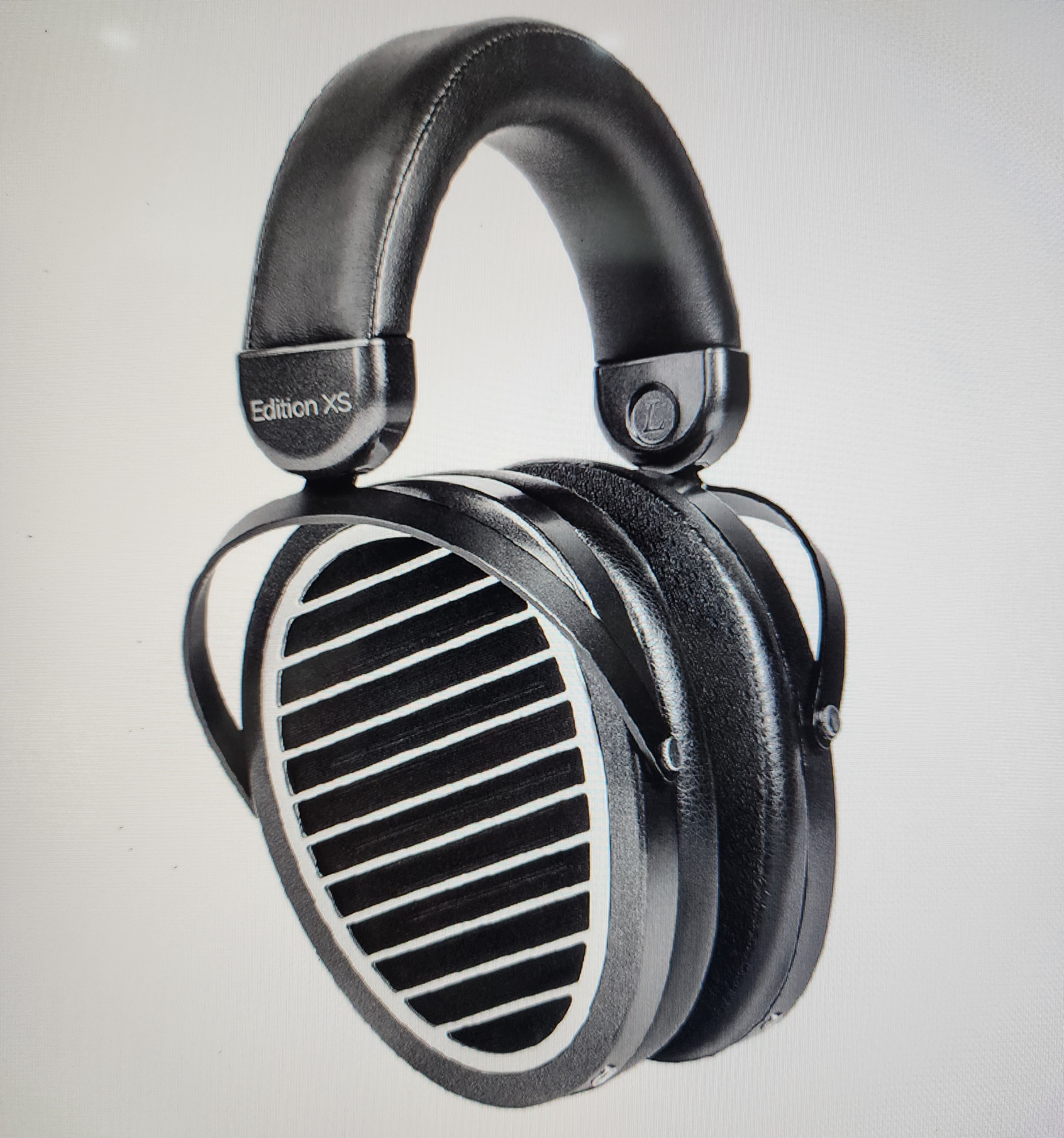
HiFiMAN Edition XS（ヘッドフォン）

HiFiMANはヘッドフォンや携帯型音響機器の設計製造を行っており、 HE-5、HE-5LE、HE-6、HE-500、HE-400といった製品がある。また、イヤフォンやインイヤーモニター（In Ear Monitors, IEM）としてRE-0、RE-252、RE2000がある。2009年には、HiFiMANは最初の真の高級携帯音楽プレーヤーとして、HM-801を発売した。その後も、より小型のものをSupermini、大きなものをHMシリーズとして製造を続けている。HiFiMANは、製造する音楽プレーヤーやイヤフォン、ヘッドフォンについて、3.5mmプラグを用いた平衡接続を標準とする試みを行っている。
HiFiMANは、特に有名な平面磁界型ヘッドフォンだけでなくインイヤー型イヤフォンのドライバー製品も著名である。

### 技術協力
日本の電気機器メーカー、多摩電子工業のトゥルー・ワイヤレス・ステレオ（TWS）「Permier AIR PRO」（型番：PR-BS80K）には、HiFiMANのトポロジー振動板が採用され、HiFiMANによるチューニングが行われている。

## 受賞
HiFiMAN製品の中でも、HM-700や、HM-901のような製品、のようなフルサイズのヘッドフォン、RE-400や、RE-600/RE-600sを含むイヤフォン、EF-2AやEF-6のようなアンプといった製品は、様々な賞を受賞している。
- HE-560: Audio Excellence Award (Phileweb) (2015年)[14]
- HE-560: CES Innovations Design and Engineering Awards (2015年)[15]
- HE-560: CES Editors’ Choice Award Winner (2014年)
- RE-600: EXC!TE Award Winner (2014年)[16]
- HE1000: Soundstage! Product of the Year 2015
- HE1000: HEADPHONE.GURU Product of the Year 2015
- HE400S: HEADPHONE.GURU Writers Choice Award 2015
- HE400i: Stereoplay Magazines Golden Ears 2016
- HE1000: hifi+ Cost No Object Headphones 2016
- HE1000 v2: TAS Editors' Choice Award 2017
- Edition X v2: CES Innovation Award Honouree 2017
- HE1000 v2: European Design Product Award 2017[17]
- Susvara: Headfonics Best Open Headphones 2017